# Peawanuck
| \| Localisation sur la carte de l'Ontario · Peawanuck \| Localisation sur la carte de l'Ontario Peawanuck. |
| Localisation sur la carte de l'Ontario · Peawanuck                                                         |

Peawanuck est une communauté de la Première nation crie isolée du district de Kenora dans le nord de l'Ontario, Canada, près de la confluence des rivières Winisk et Shamattawa.

## Histoire
Avant 1986, la communauté vivait à Winisk (Ontario) (en), mais elle dû déménager à cause de l'inondation de Winisk de 1986 (en).

## Transports
Peawanuck est accessible via l'aéroport de Peawanuck à l'année longue.
L'hiver, une route d'hiver ou une route de glace la relie à Fort Severn 89, Shamattawa (Manitoba) (en) et Gillam (Manitoba).

## Tourisme
Le parc provincial Polar Bear.